# Lumbrinerides shimodaensis
Lumbrinerides shimodaensis är en ringmaskart som beskrevs av Imajima 1985. Lumbrinerides shimodaensis ingår i släktet Lumbrinerides och familjen Lumbrineridae. Inga underarter finns listade i Catalogue of Life.